# Puma nord-americà
El puma nord-americà és una subespècie en perill d'extinció de Puma concolor que viu en boscos i aiguamolls del sud de Florida als Estats Units. No està resolt el seu estat taxonòmic (Puma concolor coryi o Puma concolor couguar). No és pròpiament una pantera. però amb aquest nom se la coneix a Florida.
Els mascles pesen uns 73 kilograms i viuen en una zona que inclou la Big Cypress National Preserve, Everglades National Park, i el Florida Panther National Wildlife Refuge. Actualment ocupa només un 5% de la seva distribució històrica. S'estima que a Florida hi viuen entre 80 i 100 exemplars.
El 1982, el puma nord-americà fou escollit com animal de l'Estat.

## Descripció
Els pumes nord-americans tenen taques quan neixen i típicament tenen els ulls blaus. En créixer les taques es difuminen i el pelatge es torna bronzejat i els ulls típicament grocs. No fan el típic soroll dels gats però en fan molts altres.

## Alimentació
Menja principalment cérvols de cua blanca i senglars però també preses més petites com ratolins, ocells, conills i petits al·ligàtors.

## Amenaces
De depredadors naturals només té els alligators i els humans. La caça i la disminució de l'hàbitat han creat una població genèticament poc diversa i amb problemes de consanguinitat. Encara que la manca de diversitat genètica sembla que no és realment un problema en aquesta i altres espècies com el linx ibèric.
Les dues principals causes de mortalitat per la pantera de Florida són els xocs contra automòbils i les agressions territorials entre els mateixos pumes, però l'amenaça principal és la pèrdua, degradació i fragmentació de l'hàbitat pel desenvolupament de Florida.